# Charlie Chan
Charlie Chan este un detectiv fictiv al poliției din Honolulu creat de autorul Earl Derr Biggers într-o serie de romane de mister. Biggers s-a bazaz vag pe detectivul hawaian Chang Apana. Binevoitor și eroic, Chan a fost conceput ca o alternativă la stereotipurile Pericolul galben sau amenințarea chineză și răufăcători precum Fu Manchu, maestrul criminal creat de Sax Rohmer. Multe povești îl prezintă pe Chan care călătorește în afara insulei Hawaii, în timp ce investighează mistere și rezolvă crime. 
Chan a apărut pentru prima dată în romanele lui Biggers și apoi apărut în peste 40 de filme cu Charlie Chan, începând din 1926. Personajul, prezentat doar ca personaj secundar, a fost prima dată interpretat de actori din Asia de Est, iar filmele au avut puțin succes. În 1931, pentru primul film cu Chan în rolul principal, Charlie Chan Carries On, Fox Film Corporation l-a distribuit pe actorul suedez Warner Oland; filmul a devenit popular, iar Fox a continuat să producă încă 15 filme  cu Oland în rolul principal. După moartea lui Oland, actorul american Sidney Toler a fost distribuit ca Chan; Toler a realizat 22 de filme cu Chan, mai întâi pentru Fox și apoi pentru Monogram Studios. După moartea lui Toler, au fost realizate șase filme, cu Roland Winters.

## Seria de romane
Biggers a scris șase romane în care apare Charlie Chan: 
- The House Without a Key (1925)
- The Chinese Parrot (1926) -- Papagalul chinezesc
- Behind That Curtain (1928) -- În spatele cortinei
- The Black Camel (1929) -- Orhideea insângerată
- Charlie Chan Carries On (1930)
- Keeper of the Keys (1932)

## Filmografie
Cu excepția cazului în care este  menționat altfel, informațiile sunt preluate din A Guide to Charlie Chan Films (1999) de Charles P. Mitchell. 
Filme americane
| Titlul filmului                                                                           | Cu vedeta      | Regizor                        | Premiera cinematografică | Lansare pe DVD                                                       | Note | Companie de producție |
| ----------------------------------------------------------------------------------------- | -------------- | ------------------------------ | ------------------------ | -------------------------------------------------------------------- | --- | --------------------- |
| The House Without a Key                                                                   | George Kuwa    | Spencer G. Bennet              | 1926                     |                                                                      | film pierdut, film serial mut, | Pathé Exchange        |
| The Chinese Parrot                                                                        | Sojin          | Paul Leni                      | 1927                     |                                                                      | film pierdut, film mut | Universal             |
| Behind That Curtain                                                                       | E.L. Park      | Irving Cummings                | 1929                     | Charlie Chan, Volume Three (20th Century Fox, 2007)                  | primul film cu sunet din serie | Fox Film Corporation  |
| Charlie Chan Carries On                                                                   | Warner Oland   | Hamilton MacFadden             | 1931                     |                                                                      | film pierdut | Fox Film Corporation  |
| Eran Trece (in spaniolă: There Were Thirteen)                                             | Manuel Arbó    | David Howard (uncredited)      | 1931                     | Charlie Chan, Volume One (20th Century Fox, 2006)                    | [ 5 ] | Fox Film Corporation  |
| The Black Camel                                                                           | Warner Oland   | Hamilton MacFadden             | 1931                     | Charlie Chan, Volume Three (20th Century Fox, 2007)                  | | Fox Film Corporation  |
| Charlie Chan's Chance                                                                     | Warner Oland   | John Blystone                  | 1932                     |                                                                      | film pierdut | Fox Film Corporation  |
| Charlie Chan's Greatest Case                                                              | Warner Oland   | Hamilton MacFadden             | 1933                     |                                                                      | film pierdut | Fox Film Corporation  |
| Charlie Chan's Courage                                                                    | Warner Oland   | George Hadden and Eugene Forde | 1934                     |                                                                      | film pierdut | Fox Film Corporation  |
| Charlie Chan in London                                                                    | Warner Oland   | Eugene Forde                   | 1934                     | Charlie Chan, Volume One (20th Century Fox, 2006)                    | | Fox Film Corporation  |
| Charlie Chan in Paris                                                                     | Warner Oland   | Lewis Seiler                   | 1935                     | Charlie Chan, Volume One (20th Century Fox, 2006)                    | | Fox Film Corporation  |
| Charlie Chan in Egypt                                                                     | Warner Oland   | Louis King                     | 1935                     | Charlie Chan, Volume One (20th Century Fox, 2006)                    | | 20th Century Fox      |
| Charlie Chan in Shanghai                                                                  | Warner Oland   | James Tinling                  | 1935                     | Charlie Chan, Volume One (20th Century Fox, 2006)                    | | 20th Century Fox      |
| Charlie Chan's Secret                                                                     | Warner Oland   | Gordon Wiles                   | 1936                     | Charlie Chan, Volume Three (20th Century Fox, 2007)                  | Domeniu public datorită omisiunii unei notificări privind drepturile de autor valabile în privința înregistrărilor originale.                            | 20th Century Fox      |
| Charlie Chan at the Circus                                                                | Warner Oland   | Harry Lachman                  | 1936                     | Charlie Chan, Volume Two (20th Century Fox, 2006)                    | | 20th Century Fox      |
| Charlie Chan at the Race Track                                                            | Warner Oland   | H. Bruce Humberstone           | 1936                     | Charlie Chan, Volume Two (20th Century Fox, 2006)                    | | 20th Century Fox      |
| Charlie Chan at the Opera                                                                 | Warner Oland   | H. Bruce Humberstone           | 1936                     | Charlie Chan, Volume Two (20th Century Fox, 2006)                    | | 20th Century Fox      |
| Charlie Chan at the Olympics                                                              | Warner Oland   | H. Bruce Humberstone           | 1937                     | Charlie Chan, Volume Two (20th Century Fox, 2006)                    | | 20th Century Fox      |
| Charlie Chan on Broadway                                                                  | Warner Oland   | Eugene Forde                   | 1937                     | Charlie Chan, Volume Three (20th Century Fox, 2007)                  | | 20th Century Fox      |
| Charlie Chan at Monte Carlo                                                               | Warner Oland   | Eugene Forde                   | 1937                     | Charlie Chan, Volume Three (20th Century Fox, 2007)                  | Ultimul film cu Warner Oland | 20th Century Fox      |
| Charlie Chan in Honolulu                                                                  | Sidney Toler   | H. Bruce Humberstone           | 1939                     | Charlie Chan, Volume Four (20th Century Fox, 2008)                   | | 20th Century Fox      |
| Charlie Chan in Reno                                                                      | Sidney Toler   | Norman Foster                  | 1939                     | Charlie Chan, Volume Four (20th Century Fox, 2008)                   | | 20th Century Fox      |
| Charlie Chan at Treasure Island                                                           | Sidney Toler   | Norman Foster                  | 1939                     | Charlie Chan, Volume Four (20th Century Fox, 2008)                   | | 20th Century Fox      |
| City in Darkness                                                                          | Sidney Toler   | Herbert I. Leeds               | 1939                     | Charlie Chan, Volume Four (20th Century Fox, 2008)                   | | 20th Century Fox      |
| Charlie Chan in Panama                                                                    | Sidney Toler   | Norman Foster                  | 1940                     | Charlie Chan, Volume Five (20th Century Fox, 2008)                   | |                       |
| Charlie Chan's Murder Cruise                                                              | Sidney Toler   | Eugene Forde                   | 1940                     | Charlie Chan, Volume Five (20th Century Fox, 2008)                   | |                       |
| Charlie Chan at the Wax Museum                                                            | Sidney Toler   | Lynn Shores                    | 1940                     | Charlie Chan, Volume Five (20th Century Fox, 2008)                   | |                       |
| Murder Over New York                                                                      | Sidney Toler   | Harry Lachman                  | 1940                     | Charlie Chan, Volume Five (20th Century Fox, 2008)                   | | 20th Century Fox      |
| Dead Men Tell                                                                             | Sidney Toler   | Harry Lachman                  | 1941                     | Charlie Chan, Volume Five (20th Century Fox, 2008)                   | | 20th Century Fox      |
| Charlie Chan in Rio                                                                       | Sidney Toler   | Harry Lachman                  | 1941                     | Charlie Chan, Volume Five (20th Century Fox, 2008)                   | | 20th Century Fox      |
| Castle in the Desert                                                                      | Sidney Toler   | Harry Lachman                  | 1942                     | Charlie Chan, Volume Five (20th Century Fox, 2008)                   | | 20th Century Fox      |
| Charlie Chan in the Secret Service                                                        | Sidney Toler   | Phil Rosen                     | 1944                     | The Charlie Chan Chanthology (MGM, 2004)                             | | Monogram Pictures     |
| The Chinese Cat                                                                           | Sidney Toler   | Phil Rosen                     | 1944                     | The Charlie Chan Chanthology (MGM, 2004)                             | | Monogram Pictures     |
| Black Magic                                                                               | Sidney Toler   | Phil Rosen                     | 1944                     | The Charlie Chan Chanthology (MGM, 2004)                             | [ 8 ] | Monogram Pictures     |
| The Jade Mask                                                                             | Sidney Toler   | Phil Rosen                     | 1945                     | The Charlie Chan Chanthology (MGM, 2004)                             | | Monogram Pictures     |
| The Scarlet Clue                                                                          | Sidney Toler   | Phil Rosen                     | 1945                     | The Charlie Chan Chanthology (MGM, 2004)                             | Domeniu public datorită omisiunii unei notificări privind drepturile de autor valabile în privința înregistrărilor originale.                            | Monogram Pictures     |
| The Shanghai Cobra                                                                        | Sidney Toler   | Phil Karlson                   | 1945                     | The Charlie Chan Chanthology (MGM, 2004)                             | | Monogram Pictures     |
| The Red Dragon                                                                            | Sidney Toler   | Phil Rosen                     | 1946                     | Charlie Chan 3-Film Collection (Warner Archive, 2016)                | | Monogram Pictures     |
| Dangerous Money                                                                           | Sidney Toler   | Terry O. Morse                 | 1946                     | TCM Spotlight: Charlie Chan Collection (Turner Classic Movies, 2010) | Domeniu public datorită omisiunii unei notificări privind drepturile de autor valabile în privința înregistrărilor originale.                            | Monogram Pictures     |
| Dark Alibi                                                                                | Sidney Toler   | Phil Karlson                   | 1946                     | TCM Spotlight: Charlie Chan Collection (Turner Classic Movies, 2010) | Domeniu public datorită omisiunii unei notificări privind drepturile de autor valabile în privința înregistrărilor originale.                            | Monogram Pictures     |
| Shadows Over Chinatown                                                                    | Sidney Toler   | Terry O. Morse                 | 1946                     | Charlie Chan Collection (Warner Home Video, 2013)                    | | Monogram Pictures     |
| The Trap                                                                                  | Sidney Toler   | Howard Bretherton              | 1946                     | TCM Spotlight: Charlie Chan Collection (Turner Classic Movies, 2010) | Domeniu public datorită omisiunii unei notificări privind drepturile de autor valabile în privința înregistrărilor originale. Sidney Toler's last film.  | Monogram Pictures     |
| The Chinese Ring                                                                          | Roland Winters | William Beaudine               | 1947                     | TCM Spotlight: Charlie Chan Collection (Turner Classic Movies, 2010) | Domeniu public datorită omisiunii unei notificări privind drepturile de autor valabile în privința înregistrărilor originale. Roland Winters' first film | Monogram Pictures     |
| Docks of New Orleans                                                                      | Roland Winters | Derwin Abrahams                | 1948                     | Charlie Chan Collection (Warner Home Video, 2013)                    | | Monogram Pictures     |
| Shanghai Chest                                                                            | Roland Winters | William Beaudine               | 1948                     | Charlie Chan Collection (Warner Home Video, 2013)                    | | Monogram Pictures     |
| The Golden Eye                                                                            | Roland Winters | William Beaudine               | 1948                     | Charlie Chan Collection (Warner Home Video, 2013)                    | Domeniu public datorită omisiunii unei notificări privind drepturile de autor valabile în privința înregistrărilor originale.                            | Monogram Pictures     |
| The Feathered Serpent                                                                     | Roland Winters | William Beaudine               | 1948                     | Charlie Chan 3-Film Collection (Warner Archive, 2016)                | | Monogram Pictures     |
| Sky Dragon                                                                                | Roland Winters | Lesley Selander                | 1949                     | Charlie Chan 3-Film Collection (Warner Archive, 2016)                | | Monogram Pictures     |
| The Return of Charlie Chan (sau Happiness is a Warm Clue)                                 | Ross Martin    | Daryl Duke                     | 1973                     |                                                                      | film TV | Universal Television  |
| Charlie Chan and the Curse of the Dragon Queen (Charlie Chan și Blestemul Reginei-Dragon) | Peter Ustinov  | Clive Donner                   | 1981                     |                                                                      | |                       |

Filme din America Latină cu Charlie Chan
| Titlul filmului                        | Cu vedeta         | Regizor          | Premiera cinematografică | Lansare pe DVD | Notes        | Companie de producție |
| -------------------------------------- | ----------------- | ---------------- | ------------------------ | -------------- | ------------ | --------------------- |
| La Serpiente Roja (în spaniolă)        | Aníbal de Mar     | Ernesto Caparrós | 1937                     |                | film cubanez |                       |
| El Monstruo en la Sombra (în spaniolă) | Orlando Rodríguez | Zacarias Urquiza | 1955                     |                | film mexican |                       |

Filme chineze cu Charlie Chan
| Titlul filmului                                                      | Cu vedeta  | Regizor  | Premiera cinematografică                | Lansare pe DVD | Note   |
| -------------------------------------------------------------------- | ---------- | -------- | --------------------------------------- | -------------- | ------ |
| The Disappearing Corpse (în mandarină)                               | Xu Xinyuan | Xu Xinfu | 1937                                    |                | [ 15 ] |
| The Pearl Tunic (în mandarină)                                       | Xu Xinyuan | Xu Xinfu | 1938                                    |                | [ 15 ] |
| The Radio Station Murder (în mandarină)                              | Xu Xinyuan | Xu Xinfu | 1939                                    |                | [ 15 ] |
| Charlie Chan Smashes an Evil Plot (în mandarină)                     | Xu Xinyuan | Xu Xinfu | 1941                                    |                | [ 15 ] |
| Charlie Chan Matches Wits with the Prince of Darkness (în mandarină) | Xu Xinyuan | Xu Xinfu | 1948                                    |                | [ 15 ] |
| Mystery of the Jade Fish (în mandarină)                              | Lee Ying   | Lee Ying | c.1950 (distribuit în New York în 1951) |                | [ 16 ] |

## Legături externe
- Romane cu "Charlie Chan" 
Behind That Curtain
Charlie Chan Carries On
Keeper Of The Keys
The Black Camel
The Chinese Parrot
The House Without A Key
- About Charlie Chan
- Charlie Chan Biography
- Charlie Chan fansite
- Public-domain Charlie Chan radio programs
- The Charlie Chan Family Home